# Pete Philly
Pete Philly, artiestennaam van Pedro Philip Monzón, (Oranjestad, 28 mei 1980) is een Arubaans-Nederlands zanger, rapper en acteur. Van 2003 tot en met 2009 vormde hij met Pieter Perquin het hiphopduo Pete Philly & Perquisite. Als soloartiest bracht hij in 2011 zijn debuutalbum One uit. Na zeven jaar weg te zijn geweest uit de industrie vanwege de ziekte van Lyme, maakte hij begin 2018 zijn comeback met de track Come Together.

## Biografie
Op 28 mei 1980 werd Pedro Philip Monzón geboren in Oranjestad, Aruba. Op zijn zesde verhuisde Pete Philly naar Nederland en ging wonen in Den Haag. Hij raakte geïnteresseerd in hiphop door te luisteren naar groepen als De La Soul en A Tribe Called Quest.
Hij begon aan een opleiding aan de kunstacademie Willem de Kooning en studeerde aan het Grafisch Lyceum.
Naast zijn studie leverde hij gastbijdragen bij bands als Nicotine en Gotcha. Hiermee groeide zijn bekendheid geleidelijk.
In 2002 deed Pete Philly mee aan de finale van de Grote Prijs van Nederland in de categorie 'Hiphop/R&B'. Hij werd ondersteund door DJ PCM en trompettist Colin Benders (beter bekend als Kyteman). In 2004 werd hij uitgenodigd voor een optreden in Glasgow tijdens de Schotse muziekbeurs Musicworks Convention.

### Pete Philly & Perquisite
In 2004 ging Pete Philly samenwerken met een andere Nederlandse hiphop-artiest; Perquisite. Dit leidde in 2005 tot hun debuutalbum Mindstate. Een uniek en origineel album waarop hiphop, jazz en klassieke muziek werden gecombineerd. Op het album zijn verschillende gastartiesten te horen zoals de Nederlandse zangeres Senna, de MC Cee-Major en de Amerikaanse rapper Talib Kweli. Het album ontvangt veel positieve reacties vanuit het binnen- en buitenland en in 2006 mogen ze onder andere een Zilveren Harp en een Essent Awards.
Begin 2007 verscheen de remixplaat ”Remindstate”, een album met daarop materiaal van diverse remixers uitgebracht in de periode 2005 tot 2007 gebaseerd op de platen van het album "Mindstate".
In 2007 verschijnt het tweede album van Pete Philly & Perquisite, genaamd Mystery Repeats. Het album levert hen de prestigieuze Amsterdamprijs voor de Kunst op, een nominatie voor de Gouden Notekraker en een Gouden Kalf. In 2008 beginnen ze met toeren en spelen in totaal achttien verschillende landen wereldwijd. Pete Philly & Perquisite treden op in het voorprogramma van onder andere Kanye West en James Brown. Met een 13-mansformatie, bestaande uit drums, toetsen, bas, cello, dj, een blazerssectie en een voltallig strijkkwartet beginnen ze in 2009 aan hun afscheidstheatertournee door Nederland.

### Solocarrière
Nadat zowel Pete als Perquisite hun eigen weg op zijn gegaan, brengt Pete Philly in 2010 zijn eerste soloproject uit; Open Loops. Sinds 4 oktober 2010 plaatste hij drieënhalve maand lang wekelijks een muziekvideo op zijn YouTube pagina en bood de tracks aan als gratis muziekdownloads op zijn website en “Open Loops” app.
Terwijl het project Open Loops  nog liep, werkte hij aan zijn eerste soloalbum getiteld One. Dit album kwam uit op 7 oktober 2011.
In 2013 maakte Philly zijn acteerdebuut in een aflevering van Flikken Maastricht. Hierin speelde hij een rapper.
Toen Pete Philly dertien jaar was werd hij gebeten door een teek. Pas meer dan 10 jaar later werd de ziekte van Lyme bij hem vastgesteld. Al die tijd werden zijn kwalen en pijnklachten toegekend aan de puberteit. Zijn ziekte nam al zijn energie in beslag en noodzaakte hem om uit de industrie te stappen. Lyme bracht zijn leven in gevaar, maar Pete was vastbesloten dat dit slechts een break in zijn carrière zou zijn.
Tijdens zijn weg naar herstel is Pete Philly blijven schrijven. Na een break van 7 jaar was hij weer klaar voor het volgende hoofdstuk; zijn comeback. Hij heeft zijn ziekteperiode kunnen gebruiken als inspiratiebron en wil zijn verhaal, en daarmee zijn muziek, gebruiken om anderen te inspireren en een nieuwe kant van zichzelf laten zien.
In januari 2018 bracht hij samen met de jonge producer Melle Jutte zijn eerste nieuwe comeback single uit, getiteld Come Together. Deze werd gelijk goed ontvangen met internationale belangstelling en een publicatie in The Independent.
Zijn tweede single Favorite Song werd kreeg een première op Clash magazine en zijn derde single Dear op Complex magazine.
Pete Philly was Red Bull Music Artist 2018. Gedurende dat jaar bracht hij met ondersteuning van Red Bull Music verschillende videoclips uit en nam hij de documentaire/webserie No Filter op.

## Discografie
Zie ook discografie Pete Philly & Perquisite.

### Albums
| Album met eventuele hitnotering(en) in de Nederlandse Album Top 100 | Datum van verschijnen | Datum van binnenkomst | Hoogste positie | Aantal weken | Opmerkingen |
| ------------------------------------------------------------------- | --------------------- | --------------------- | --------------- | ------------ | ----------- |
| Open Loops                                                          | 04-10-2010            |                       |                 |              |             |
| ONE                                                                 | 07-10-2011            | 15-10-2011            | 8               | 4            |             |

### Singles
| Single met eventuele hitnotering(en) in de Nederlandse Top 40 | Datum van verschijnen | Datum van binnenkomst | Hoogste positie | Aantal weken | Opmerkingen |
| ------------------------------------------------------------- | --------------------- | --------------------- | --------------- | ------------ | ----------- |
| Come Together                                                 | 26-01-2018            | -                     |                 |              |             |
| Favorite Song                                                 | 16-03-2018            | -                     |                 |              |             |
| Dear                                                          | 25-05-2018            | -                     |                 |              |             |
| Gigawatts ll                                                  | 21-09-2018            | -                     |                 |              |             |